# Tropical-Rouge! Pretty Cure-afsnit
Tropical-Rouge! Pretty Cure (トロピカル～ジュ！プリキュア Toropikaruuju! Purikyua) er den 18. animeserie i Izumi Todos Pretty Cure-franchise, der er produceret af Asahi Broadcasting Corporation og animeret af Toei Animation. Serien blev sendt på alle ANN's tv-stationer i Japan fra 28. februar 2021, hvor den afløste den 17. serie, Healin' Good PreCure, til 30. januar 2022, hvorefter den blev afløst af den 19. serie, Delicious Party Pretty Cure. Introsangen er "Viva! Spark! Tropical-Rouge! PreCure" (Viva！Spark！トロピカル～ジュ！プリキュア Viva! Spark! Toropikaruuju! Purikyua) af Machico, mens slutsangen indtil afsnit 16 er "Tropical I・N・G" (トロピカ I・N・G Toropica  I・N・G) af Chihaya Yoshitake. Fra afsnit 17 er slutsangen "Aiming to Go My Way!!" (あこがれ Go My Way!! Akogare Go My Way!!) af Chihaya Yoshitake og Rie Kitagawa.

## Afsnit
| # | Titel | Instruktør         | Forfatter         | Sendt første gang  |
| --- | --- | ------------------ | ----------------- | ------------------ |
| | |                    |                   |                    |
| 1 | "Tropica-shine! Motivation to the Max! Cure Summer!" "TToropikare! Yaru Ki Zenkai! Kyua Samaa!" (トロピカれ！やる気全開！キュアサマー！)                    | Yutaka Tsuchida    | Masahiro Yokotani | 28. februar 2021   |
| Den energiske pige Manatsu Natsuumi flytter til byen Aozora fra øen Minamino for at bo sammen med sin mor, der arbejder på byens akvarium. Imens får havfruen Laura i kongeriget Grand Ocean til opgave at finde mennesker, der kan åbne hendes tropiske pagter og kæmpe mod deres fjende, den sendrægtige heks. Laura følger havfruedronningens ordre og tager til Aozora. Laura ankommer til byen, genforenes med sin mor og går på opdagelse i byen og akvariet. Under en pause støder Laura og Manatsu på hinanden. Laura forklarer sin mission men har hemmeligt i sinde at fuldføre den til fordel for sine egne planer. Senere dukker heksens blå krabbe-general Chongire op og skaber et monster, en yaraneeda, af en kokospalme for at stjæle motivation fra en gruppe mænd, der løber på en strand. Manatsu bliver opmærksom på et mærkelig energiområde et sted i byen og tager afsted for at konfrontere monstret i den tro, at Laura er i fare. Da Laura bliver fanget, beslutter Manatsu sig for omgående at gøre det vigtigste. Som følge heraf åbnes den første af de pagter, Laura har fået, og giver Manatsu evnen til at blive en af krigerne fra Grand Oceans legender, Pretty Cure. Med sin nye kraft besejrer Manatsu, nu som Cure Sommer, monstret og redder Laura, som frelser og returnerer den stjålne motivation. Efter kampen bliver Laura og Manatsu venner. Imens bliver den sendrægtige heks gjort opmærksom på Pretty Cures tilstedeværelse men beslutter sig for at tage sig af det senere. | |                    |                   |                    |
| 2 | "Manatsu and Laura! What's More Important?" "Manatsu to Roora! Dotchi no Daiji ga Ichiban Daiji?" (まなつとローラ！どっちのダイジが一番大事？)              | Yuuzou Sasaki      | Masahiro Yokotani | 7. marts 2021      |
| Mens Laura har i sinde at finde flere mennesker, der kan åbne hendes tre resterende pagter, forbereder Manatsu sig på sin første skoledag. I klassen genkender hun en pige, som hun så, da hun udforskede byen. De to piger bliver venner og diskuterer hvilke skoleklubber, de vil være med i. Manutsu hører at hendes nye ven, Sango Suzumaru, gerne vil være medlem af kosmetikklubben, og at hun driver en kosmetikbutik sammen med sin mor Miyuki Suzumura. Men Laura og Manatsu rager uklar, da Laura hopper i Manatsus badekar og skolens swimmingpool for at tiltrække hendes vens opmærksomhed. Det fører til et skænderi, hvorefter de to går fra hinanden. Laura tager til byen men støder på en modvillig Chongire, der fremmaner en yaraneeda fra en parasolstand. Imens begynder Manatsu at fortryde sine ord til Laura og skynder sig for at hjælpe hende, da hun bliver opmærksom på yaraneedaens rasen. Da Manatsu ankommer for at redde havfruen, forvandler hun sig og bekæmper monstret, så Laura kan returnere den stjålne motivation. Efter kampen forliges Laura og Manatsu, men til gengæld er Manatsu gået glip af orienteringen om skoleklubberne. | |                    |                   |                    |
| 3 | "Believe Yourself. Super Cute Cure Coral!" "Jibun o Shinjite! Kyuuto Ippai! Kyua Kooraru!" (自分を信じて！キュートいっぱい！キュアコーラル！)               | Tsuyoshi Tobita    | Masahiro Yokotani | 14. marts 2021     |
| Manatsu tager på en weekendtur i Aozora med Sango og nogle andre klassekammerater. Gruppen mødes ved byens indkøbscenter, hvor Manatsu bliver fascineret af de ting, der er til salg. Sango giver en is hun har købt til en yngre pige. Gruppen tager så til akvariet, hvor Sango imidlertid bliver væk fra de andre, da hun prøver at returnere en tabt pung. Sango prøver at lede efter sine venner men støder i stedet på Laura. Næste dag betror Sango Manatsu, at hun ikke kan lide at skille sig ud på grund af en hændelse, fra da hun gik i børnehave. Da Laura hører det, opmuntrer hun Sango til at tro på det søde i hende selv. Senere på dagen fremmaner Chongire en yaraneeda til at angribe en park med, så Manatsu må skynde sig afsted for at forvandle sig og konfrontere monstret. Cure Summer og Laura bliver overmandet af monstret, men Sango, der er fulgt med Manatsu til kampen, får endelig mandet sig op til at træffe sine egne beslutninger. Som følge heraf åbnes den anden tropiske pagt og giver Sango evnen til at forvandle sig til Cure Coral, så hun kan besejre yaraneedaen med hjælp fra Laura og Cure Summer. Efter kampen bliver Manatsu og Sango endnu bedre venner og beslutter sig for at gøre deres bedste, selv som Pretty Cure. | |                    |                   |                    |
| 4 | "Cure Papaya Pops Out! This Is My Tale!" "Hajikeru Kyua Papaia! Kore ga Watashi no Monogatari!" (はじけるキュアパパイア！これが私の物語！)                  | Kouji Kawasaki     | Masahiro Yokotani | 21. marts 2021     |
| Manatsu og Sango diskuterer hvilken klub, de skal være med i, men Laura foreslår, at de skal lave en selv. Da Manatsu og Sango laver undersøgelser til deres klub på skolens bibliotek, støder de på den stoiske pige Minori Ichinose. Hun tror ikke på, at der findes havfruer, selvom hun godt kan lide historier om dem. De beslutter sig for at finde ud af mere om hende og opdager, at hun er den bedste elev i skolen. Men da de prøver at rose en historie hun skrev, afviser den uenige Minori det på grund af en traumatisk oplevelse, hun havde i skolens litteraturklub. Næste dag møder Minori Sango og Manatsu på en udstilling på byens museum, hvor hun også støder på Laura. På trods af de andres opbakning forsøger den frygtsomme Minori at trække sig væk. Imens går en af sendrægtighedens heks' generaler, den søsnegle-lignende Numeri, i gang med at fremmane en yaraneeda til at terrorisere museets gård med. Manatsu og Sango forvandler sig for at kæmpe mod monstret, men det overvælder dem. Laura opmuntrer Minori, der omsider beslutter sig for at tro på sig selv. Som følge heraf åbnes den tredje tropiske pagt, der giver Minori evnen til at forvandle sig til Cure Papaya, så hun kan besejre yaraneedaen med hjælp fra de andre. Efter kampen bliver Minori, der har trodset sine grænser, venner med de tre andre. | |                    |                   |                    |
| 5 | "Here Comes Senpai! Burn, Cure Flamingo!" "Senpai Sanjou! Moero! Kyua Furamingo!" (先輩参上！燃えろ！キュアフラミンゴ！)                                    | Takao Iwai         | Konomi Shugo      | 28. marts 2021     |
| Manatsu bliver venner med tredjeårseleven Asuka Takizawa. Manatsu og de andre vil gerne rekruttere hende som den fjerde Pretty Cure, fordi hun fysisk stærk. Men til deres bekymring, er hun ikke interesseret. Imens har Sango og Manatsu svært ved at få startet deres klub, især fordi der kun er få klubrum tilbage. Asuka kommer for at hjælpe dem, selvom hun ikke vil være med i klubben. Senere på dage rydder Minori, Manatsu, Asuka og Sango op i et fyldt rum til deres klub. Laura roser Asuka og bemærker hendes styrke. Asuka tror stadig ikke rigtig på holdarbejde men begynder alligevel at se mere venligt på de andre. Pludselig dukker Numeri op og fremmaner en yaraneeda fra en totempæl i affaldet. Manatsu, Sango og Minori forvandler sig for at kæmpe mod fjenden, men monstret viser sig at være en formidabel modstander, der overmander dem alle tre og Laura. Asuka, der er blevet alarmeret af yaraneedaens rasen, blander sig, fast besluttet på at beskytte de andre. Som følge heraf giver den fjerde og sidste tropiske pagt Asuka evnen til at blive til Cure Flamingo. Alle fire Pretty Cure og Laura arbejder sammen om at besejre yaraneedaen, som Cure Flamingo gør det af med. Bagefter beslutter Asuka sig for at tro på holdarbejde igen, bliver venner med de andre og medlem af deres klub. | |                    |                   |                    |
| 6 | "It Starts Now! The Tropical Club!" "Ima Hajimaru! Sono na wa, Toropikaru Bu!" (今はじまる！その名は、トロピカる部！)                                       | Junji Shimizu      | Masahiro Yokotani | 4. april 2021      |
| Den sendrægtige heks og hendes butler diskuterer deres planer og Pretty Cures indblanding, mens Manatsu og hendes venner diskuterer deres klubaktiviteter. Manatsu forsøger at give ansøgningen om klubben til elevrådsformanden Yuriko Shiratori men bliver afvist. De fire piger og Laura prøver en masse ideer til deres klub men er ikke tilfredse med nogen af dem. Mens pigerne bekymrer sig om ansøgningsfristens snarlige udløb, støder de på fire tidligere elever fra skolen, der leder efter noget pingvin-pynt. Pigerne kommer i tanken om, at den røg ud, da de ryddede op i klubrummet. De skynder sig afsted for at lede efter den men opdager, at en butik har taget pingvinen. Men en mørk sfære i den reagerer og forvandles til en yaraneeda. Pigerne forvandler sig og besejrer hurtigt monstret. Bagefter afleverer de fire piger pingvinen til de tidligere elever. De får også godkendt deres ansøgning om klubben, idet Manatsu har besluttet sig for deres klubaktivitet. | |                    |                   |                    |
| 7 | "Here It Comes! Sea Fairy Kururun!" "Yatte Kuru! Umi no Yousei Kururun!" (やってくる！海の妖精くるるん！)                                                   | Hideki Hiroshima   | Isao Murayama     | 11. april 2021     |
| Mens Manatsu og hendes venner jogger på stranden, får de øje på en sæl, som Laura genkender som havfruedronningens kæledyr Kururun. Pigerne undersøger sælen, men mens Laura misforstår dens ønsker, regner Minori ud, at den er sulten. Minori gætter på, at Kururun er taget til byen fra Grand Ocean for at levere noget til Laura men blev drevet væk i havet. De fire piger og Laura leder efter Kururuns pakke. Minori finder den hængende på grenen af et træ, efter at nogen har fundet den og placeret den der. Netop da dukker heksens reje-general Elda op for at få fat på Kururuns pakke og fremmaner en yaraneeda til at gøre det med. De fire piger forvandler sig for at kæmpe mod fjenden, mens Laura opdager, at dronningen har sendt hende noget godt. Cure Papaya står fast trods Eldas drillerier og gør det af med monstret, så Elda må flygte. Bagefter samles pigerne, Kururun og Laura om godterne. Laura finder også rigtigt ud af, at Kururun skal blive sammen med hende og de andre. | |                    |                   |                    |
| 8 | "Our First Club Activity! Tropica-shining Lunches!" "Hajimete no Bukatsu! Obentou de Toropikatchae!" (初めての部活！お弁当でトロピカっちゃえ！)             | Fumio Itou         | Mio Inoue         | 18. april 2021     |
| De fire piger spiser bento sammen, og Manatsu tager prøver af hendes venners ingredienser. Asuka fortæller så hvordan hendes familie hjælper hinanden med pligterne. Det inspirerer Manatsu til at lave en bento inspireret af Kururun. Asuka leder de andre piger i at lave måltidet, mens Laura hjælper dem. Et andet sted fremmaner Chongire en yaraneeda til at terrorisere en madvogn og området omkring det med. Pigerne bliver alarmeret af angrebet og forvandler sig for at kæmpe mod monstret, men de er sultne fordi de ikke har spist frokost og bliver overmandet af monstret. Asuka leder så de andre i at fryse monstret, så de kan spise deres måltid, før de vender tilbage for at besejre det. Bagefter nyder pigerne deres bento sammen, og Manatsu laver aftensmad til sig selv og sin mor. | |                    |                   |                    |
| 9 | "Makeup is Magic? Get Tropical with Movie!" "Meiku wa Mahou? Eiga de Toropikaru!" (メイクは魔法？映画でトロピカる！)                                        | Hiroyuki Kakudou   | Hiroyuki Yoshino  | 25. april 2021     |
| Den tropiske klub er i gang på skolen, da den bliver valgt som et sted til at optage en film. Manatsu og hendes venner møder skuespilleren Yuna, der er usikker på sin rolle og vil have Sangos mor til at tage sig af hendes makeup. De fire piger træner Yuna til hendes rolle, mens Sango bliver klædt ud som maskot for Miyukis skønhedssalon. Senere mindes Manatsus venner, hvordan hun påvirkede dem, og Yuna overtager Sangos opgaver, da hun bliver træt. Men på dagen for optagelse fremmaner Numeri en yaraneeda, så Manatsu og hendes venner må forvandle sig for at bekæmpe den. Cure Coral skaffer de andre tid til at få fat på nogle spejle som en del af Cure Papayas plan om at blænde det med og redde dets motivationskraft, før Cure Coral besejrer det. Bagefter bliver de fire piger og nogle andre elever involveret i optagelserne, mens heksens styrker bliver informeret om deres nyeste plan. | |                    |                   |                    |
| 10 | "Combined Motivation! Pretty Cure Mix Tropical!" "Yaru Ki Kasanete! Purikyua! Mikkusu Toropikaru!!" (やる気重ねて！プリキュア！ミックストロピカル！！)      | Takao Iwai         | Yoshimi Narita    | 2. maj 2021        |
| Manatsus venner udskyder deres klubaktiviteter for at studere, hvilket Manatsu ikke er god til. Hun prøver at studere selv men har svært ved det. Hendes venner lærer hende, hvordan man studerer ordenligt. Chongire dukker op og fremmaner en stærkere yaraneeda-variant kaldet zenzen-yaraneeda til at angribe skolegården med. Pigerne forvandler sig for at kæmpe mod fjenden, men monstret viser sig at være en formidabel modstander, der overmander Manatsu og dræner hendes motivation. Lauras Mermaid Aqua Pot bliver sparket væk, så hun må lede efter den, mens Asuka, Minori og Sango uden held forsøger at vække Manatsu. Da zenzen-yaraneedaen vender tilbage, forvandler de tre tilbageværende piger sig for at kæmpe mod den men bliver overmandede. Men Manatsu står op imod Chongire for sine venners skyld og får derved sin kraft og motivation tilbage. Laura vender også tilbage efter at fundet sin Mermaid Aqua Pot og giver de fire Pretty Cure en ny kraft, som de bruger til at udføre Mix Tropical til at besejre monstret med. Bagefter forliges Manatsu med sine venner og beslutter sig for at studere hårdere sammen med dem, selvom hun afslører, at hun er dumpet til alle sine prøver. | |                    |                   |                    |
| 11 | "Get Excited! Sand Art by the Beach!" "Moriagare! Umibe no Sando Aato!" (もりあがれ！海辺のサンドアート！)                                                  | Ippo Takatoya      | Konomi Shugo      | 9. maj 2021        |
| Manatsu og hendes venner drøfter aktiviteter, som de kan deltage i sammen med de andre skoleklubber, og Minori foreslår sandskulpturer på stranden. De fire piger holder en konkurrence i sandskulpturer, som de selv deltager i sammen med mange andre folk fra skolen. Mens konkurrencen står på, samles Manatsu og hendes venner om at lave deres egen sandskulptur. Men et kraftigt regnvejr finder sted på konkurrencens anden dag. Manatsu bliver inspireret af, hvordan Laura ser ud på hendes billeder, og bruger nogle faldskærme til at beskytte sandskulpturerne mod regnen med. Netop da fremmaner Numeri en zenzen-yaraneeda til at angribe stranden med, så de fire piger må forvandle sig for at bekæmpe den. Monstret viser sig at være udholdende, men det lykkes for Pretty Cure og Laura at modgå og besejre det. Bagefter beundrer alle sandskulpturerne, inklusive Manatsu og hendes venner selvom de ikke vandt. Senere betror Laura Manatsu, at hun føler sig ensom, fordi hun ikke kan deltage i nogen af deres klubaktiviteter. Manatsu lover at finde en klubaktivitet, som Laura også kan være med til. | |                    |                   |                    |
| 12 | "Confiscated! The Aqua Pot's Not Allowed?!" "Bosshuu! Akua Potto wa Kousoku Ihan!?" (没収！ アクアポットは校則違反！？)                                     | Takayuki Murakami  | Isao Murayama     | 16. maj 2021       |
| Manatsu og hendes venner drøfter deres næste klubaktivitet, da diciplinærkomiteens leder Masami Kakuta undersøger rummet efter rygter om, at der er set en havfrue på skolen. Da Asuka hører om undersøgelsen, konfronterer hun komiteen om sagen. Komiteen nævner en regel, der gør det muligt for dem at konfiskere mistænkelige ting for at opretholde orden på skolen. Næste dag spreder rygterne om en havfrue på skolen sig. Yuriko afslår Asukas klage, mens Masami er lige ved at få øje på Laura. Masami konfronterer den tropiske klub og konfiskerer Mermaid Aqua Pot. Senere fremmaner Elda en zenzen-yaraneeda til at angribe en legeplads med. Pigerne er bekymrede, men Laura opmuntrer dem til at engagere fjende uden hende. De fire piger forvandler sig så for at kæmpe mod monsret men har svært ved at klare det. Imens sniger Laura sig rundt på skolen og får fat på Mermaid Aqua Pot, idet hun undgår Masami. Hun vender tilbage til de fire Pretty Cure for at redde den stjålne motivation, så de kan gøre det af med zenzen-yaraneedaen. Bagefter konfronterer diciplinærkomiteen den tropiske klub om Mermaid Aqua Pot, men Asuka og Minori forsvarer dens betydning for klubben ved at citere en anden regel og afslører, at deres lærer har godkendt den. Komiteen går så med den udmattede Masami. | |                    |                   |                    |
| 13 | "School Broadcast Flurry! Hit It, Mermaid's Song!" "Dotabata Kounai Housou! Hibike, Ningyo no Uta!" (ドタバタ校内放送！ 響け、人魚の歌！)                   | Tatsuma Minamikawa | Yoshimi Narita    | 23. maj 2021       |
| Da skolens radio nævner rygterne om en havfrue, diskuterer Manatsu og hendes venner folketroen om havfruer. Laura nævner deres evne til at synge. Senere møder de piger medlemmer af radioklubben og tilbyder deres hjælp. På dagen for udsendelsen er en af værterne ude af stand til at være med, så Manatsu og hendes venner må fungere som værter i stedet for. De fire piger har dog svært ved at gennemføre udsendelsen. Laura redder imidlertid situationen ved at at foregive at være en der interviewes. Imens fremmaner Chongire en zenzen-yaraneeda til at angribe et supermarked med, så de fire piger må lade Laura gøre udsendelsen færdig, mens de skynder sig afsted for at forvandle sig og bekæmpe monstret. De fire Pretty Cure har svært ved at klare fjenden, indtil Laura får færdiggjort udsendelsen og skynder sig for at hjælpe dem at besejre monstret. Næste dag får radioklubben ønsker om at høre Laura synge igen til pigernes glæde. | |                    |                   |                    |
| 14 | "Leave It To Us! Tropica-shining Preschool Teachers!" "Omakase! Hoikuen de Toropika Sensei!" (おまかせ！ 保育園でトロピカ先生！)                            | Yuriko Kado        | Mio Inoue         | 30. maj 2021       |
| Den tropiske klub hører om muligheden for at undervise i en børnehaveklasse og bliver interesserede i det. I børnehaveklassen leger og lærer Manatsu og hendes venner med eleverne. Sango og Kaura støder på den indadvendte dreng Wataru og pigen Ruri, der begge er interesseret i insekter. Netop da fremmaner Elda en zenzen-yaraneeda til at angribe børnehaveklassen med, så de fire piger må evakuere eleverne og forvandle sig for at bekæmpe monstret. Monstret viser sig imidlertid at være en ondskabsfuld modstander, der prøver at angribe Wataru og Ruri, som beskytter pupperne, indtil Cure Coral griber ind. Laura opmuntrer Wataru og Ruri til at heppe på Pretty Cure, der udfører en plan om at gøre monstret ukampdygtigt, før de gør det af med det. Bagefter beder Laura parret om at holde Pretty Cures eksistens hemmelig, før hun tager afsted med sine venner. Selv har hun stadig i sinde at blive dronning en dag. | |                    |                   |                    |
| 15 | "Minori is Laura, Laura is Minori?!" "Minori ga Roora de, Roora ga Minori!?" (みのりがローラで、ローラがみのり！？)                                         | Toshiaki Komura    | Konomi Shugo      | 6. juni 2021       |
| Da den tropiske klub forbereder sig på at heppe på skolen softballhold, bliver Minori og Laura suget ind i Lauras Mermaid Aqua Pot ved et uheld. Da de kommer ud, opdager de, at de har byttet krop, men deres venner bemærker det først, da de kommer ud for at hilse på dem. Minori og Laura opdager hinandens oplevelser som henholdsvis havfrue og menneske. Da vennerne opdager byttet, diskuterer de situationen sammen, og det ender med, at Minori tager Laura med sig hjem. Der indrømmer Minori og Laura, at de nyder at være i hinandens krop, men Laura er bekymret for, om hun skal blive i Minoris krop for altid. Næste dag fremmaner Chongire en zenzen-yaraneeda til at angribe en café med. Manatsu, Sango og Asuka ankommer og forvandler sig for at kæmpe, mens Laura støder til senere. Laura, der stadig er i Minoris krop, forsøger forgæves at forvandle sig, men Minoris ønske om at gøre det, selvom hun er i Lauras krop, tilbagesætter deres kropsbytning. Minori forvandler sig og tager Laura med til kampen, hvor de besejrer monstret sammen med deres venner. Bagefter indrømmer Minori og Laura, at de kan lide at være sig selv. Minori synes, at hun er blevet modigere, men Laura savner sine oplevelser i Monoris krop. | |                    |                   |                    |
| 16 | "The Witch's Trap! Laura Was Captured!" "Majo no Wana! Torawareta Roora!" (魔女の罠！ 囚われたローラ！)                                                     | Takao Iwai         | Masahiro Yokotani | 13. juni 2021      |
| Manatsu og hendes venner tager på vandretur i bjergene. Imens diskuterer heksen og Butler situationen, idet de ikke har indsamlet tilstrækkeligt med motivation. Den tropiske klub drøfter aktiviteter, som de kan deltage i i løbet af sommerferien men ender med at opdage, at Laura er væk. De leder alle sammen efter hende, indtil Minori finder hende i skolens bibliotek, hvor hun læser Den lille havfrue. Senere på dagen opmuntrer Manatsu Laura og prøver at skjule hendes identitet som havfrue, da hendes mor kommer hjem. Om natten beslutter Laura sig for at finde ud af mere om menneskenes verden. Næste dag prøver Manatsu og hendes venner neglelak, da en zenzen-yaraneeda angriber byens havn. De skynder sig alle sammen afsted for at kæmpe mod fjenden, men monstret og Chongire fanger Laura. De fire chokerede piger diskuterer situationen, men akvariets direktør Mafune Hirabayashi opmuntrer dem. Senere forvandler pigerne sig på stranden og følger et spor af billeder, som Laura har efterladt. Selv er hun blevet taget til heksen, der tilbyder hende en chance for at blive menneske. | |                    |                   |                    |
| 17 | "Mermaid's Miracle Transform! Cure La Mer!" "Ningyo no Kiseki! Henshin! Kyua Rameeru!" (人魚の奇跡！ 変身！キュアラメール！)                                | Ippo Takatoya      | Masahiro Yokotani | 20. juni 2021      |
| Mens Cure Summer og de andre Pretty Cure leder efter Laura, advarer heksen Laura om ikke at forstyrre hende, før hun sender sine generaler ud for at stjæle mere motivation. Cure Summer og hendes venner bliver nødt til at kæmpe mod to zenzen-yaraneedaer, som Chongire og Numeri har fremmanet. Laura finder Kururun og sætter hende til at stjæle kældernøglen til hendes flugt. Men Laura bliver stoppet af heksen og Butler, da hun prøver at få sin Mermaid Aqua Pot tilbage. Laura undgår heksen men bliver slået af Butler, så Kururun må redde hende. Havfruedronningen lykønsker Laura med at have fundet Pretty Cure, men Laura vil hjælpe sine venner, der har svært ved at klare deres modstandere, og får en mystisk ting, der kan hjælpe med at opfylde hendes ønske. Laura skynder sig tilbage til Manatsu og hendes venner for at beskytte dem. Den mystiske ting forvandle sig til Mermaid Aqua Pact, der gør det muligt for Laura at forvandle sig til Cure La Mer. Laura bruger sin nye kræft til at genoplive sine venner, redde monstrenes stjålne motivation og leder de andre i at besejre modstanderne. Bagefter opdager Laura til sin glæde, at hun er blevet et menneske, og begynder at bo hos Manatsu. | |                    |                   |                    |
| 18 | "I'll Walk! I'll Swim! Laura's First Day of School!" "Aruku yo! Oyogu yo! Roora no Hatsu Tōkō!" (歩くよ！泳ぐよ！ ローラの初登校！)                         | Fumio Itou         | Isao Murayama     | 27. juni 2021      |
| Laura begynder på Aozora Mellemskole, hvor hun nyder nogle ting men har svært ved andre. Senere giver Laura udtryk for sin frustration over at have svært ved nogle fag. Svømmeklubbens formand Eiko Mizushima inviterer hende over til sin klub, hvilket Laura tager imod med glæde. Mens Laura forbereder sig på at svømme, fremmaner Numeri en zenzen-yaraneeda til at angribe skolens svømmebassin med, så Manatsu og hendes venner må forvandle sig for at kæmpe mod det. Laura kommer senere og ser, at hendes venner bliver overmandet. På trods af Numeris drillerier forvandler hun sig for at redde sine venner og monstrets stjålne motivation samt lede de andre i at gøre det af med det. Bagefter viser det sig, at Laura ikke kan svømme, men Manatsu opmuntrer hende i løbet af den næste skoledag. Som følge heraf beslutter Laura sig for at blive medlem af Manatsus klub. | |                    |                   |                    |
| 19 | "Manatsu Panics! School's Seven Legends!" "Manatsu Panikku! Gakkou no Nana Fushigi!" (まなつパニック！ 学校の七不思議！)                                    | Saihou Noro        | Hiroyuki Yoshino  | 4. juli 2021       |
| Manatsu og hendes venner taler om skoleavisens ønske om artikler. Minori foreslår spøgelseshistorier, og de beslutter sig for at undersøge dem. De tager så alle sammen til et forladt palæ på et bjerg bag skolen, hvor Minori fortæller om bygningen og en dukke i det. Da de prøver på at undgå en ulykke, bliver Manatsu fanget i palæet. Manatsu taler med dukken, der beder hende om at give hende mad hver dag. Manatsu gør som hun får besked om, indtil hun hører om dukkens oprindelse og kommer i tanke om en forestående nedrivning af palæet. Mens Manatsus venner leder efter hende, tager Numeri og Chongire ud for at lede efter Elda, der nødlandede i palæet tidligere på ugen. Chongire fremmaner en zenzen-yaraneeda til at stoppe Laura og hendes venner, der forvandler sig for at kæmpe mod monstret. Manatsu bliver alarmeret af larmen og skynder sig ud, fast besluttet på at beskytte palæet. Hun forvandler sig og hjælper de andre med at besejre monstret, mens Numeri redder Elda. Bagefter får den tropiske klub offentliggjort deres artikel om dukken, men Elda bringer selve dukken med tilbage til heksens lejr. | |                    |                   |                    |
| 20 | "Great Detective Minorin! The Missing Melon Bread Case!" "Mei Tantei Minorin! Kieta Meron Pan Jiken!" (名探偵みのりん！ 消えたメロンパン事件！)             | Tatsuma Minamikawa | Yoshimi Narita    | 11. juli 2021      |
| Manatsu vender tilbage til klubrummet efter at have fundet sin tabte pung men opdager, at det specielle tropiske melonpan, som hun vandt i et lotteri, mangler. Minori beslutter sig for at undersøge hvem, der tog brødet. Undersøgelsen fører til, at Kururun tilsyneladende bliver fundet uskyldig, mens Laura bliver beskyldt for tyveriet. Asumi, Sango og Minori fortæller, hvad de sidst har lavet, og hvor de har været. Men de har svært ved at løse sagen og bliver stadig mere uenige. Chongire, der er blevet udvalgt til at stjæle motivation, fremmaner i mellemtiden en zenzen-yaraneeda til at angribe byen med. Manatsu bliver opmærksom på monstrets angreb og beslutter sig for at sætte deres sag til side for at stoppe fjenden og lede de andre i kampen mod dem. Under kampen opdager Laura, at hun spiste Manatsus snack og undskylder grædende. Manatsu beroliger hende, mens de andre undskylder for det vrøvl de skabte med deres beskyldninger. Hun tilgiver dem alle og bekræfter deres venskab. De arbejder så sammen om at besejre monstret, redde dets motivation og gøre det af med det. Bagefter forklarer Kururun deres handlinger, og de samles om tropisk melonpan købt i et andet kvarter. | |                    |                   |                    |
| 21 | "Summer Break! Tropical Club's Camp Plan!" "Natsuyasumi! Toropikaru Bu no Gasshuku Keikaku!" (夏休み！ トロピカる部の合宿計画！)                            | Takao Iwai         | Mio Inoue         | 18. juli 2021      |
| Manatsu og hendes venner beslutter sig for at tage på camping på øen Minamino i sommerferien. Pigerne samles hos Manatsu, hvor de diskuterer, hvad de kan lave. Manatsu nævner en grotte, hvor der efter sigende er en skat, mens hendes mor Aoi foreslår, at de kan slappe af på stranden. Manatsu følger hendes mor råd og beslutter sig for at vise sine venner øens hemmelige strand. Manatsu og hendes venner samles den næste dag for at tage afsted, men Chongire fremmaner en zenzen-yaraneeda til at angribe byen med, så pigerne må forvandle sig for at bekæmpe det. De fem Pretty Cure arbejder sammen for at undgå monstrets angreb og uskadeliggøre det, før Cure La Mer redder dets motivation og gør det af med det. Bagefter når pigerne i tide frem til færgen og tager til Minamino med den. Imens læser Butler om grotten med skatten. | |                    |                   |                    |
| 22 | "A Secret Grand Adventure! Find the Mermaid's Treasure!" "Himitsu no Daibouken! Ningyo no Takara o Sagase!" (ヒミツの大冒険！ 人魚の宝を探せ！)             | Takayuki Murakami  | Masahiro Yokotani | 1. august 2021     |
| Mens den tropiske klub fortsætter deres campingtur, skaber heksen en kugle til at fremmane en ny type yaraneeda med. De fem piger tager til Manatsus hemmelige strand. Derefter mødes de med den ældre kvinde Tomi, som mindes at have set en havfrue, der angiveligt gemte skatten i øens grotte. Pigerne tager afsted til grotten for at finde skatten, men de støder på Numeri og bliver skilt fra Laura. De andre piger bevæger sig dybere ind i grotten, men støder igen på Numeri, der bliver vred og fremmaner en zettai-yaraneeda. De fire piger forvandler sig for at kæmpe mod monstret. Imens finder Laura en ting, hun mener er skatten, i en anden del af grotten, før hun mødes med sine venner for at besejre monstret. Efter kampen trækker alle sig tilbage, da grotten bliver oversvømmet. Tomi ser Laura og tror, at hun var den havfrue, hun så. Om aftenen drøfter pigerne situationen, mens Butler fortæller Numeri og Elda om en kopi grotten. | |                    |                   |                    |
| 23 | "The Minamino Festival. Laura, Tell Us Your Wish!" "Minamino Matsuri! Oshiete, Roora no Negaigoto!" (南乃祭り！ 教えて、ローラの願いごと！)                 | Yui Komatsu        | Konomi Shugo      | 8. august 2021     |
| På campingturens sidste dag prøver pigerne en masse aktiviteter på øen, mens Manatsu forbereder dem på dens festival. Imens får Elda til opgave at skaffe en kop fyldt med motivation fra grotten. Hun tager modstræbende afsted efter at være blevet lovet en ferie som belønning. Ved festivallen om aftenen er pigerne med til at skrive deres ønsker på hver sin sten, der bliver kastet i havet. Men Laura vil ikke fortælle hendes venner sit ønske. Da Elda vender tilbage til heksens lejr, bemærker hun Lauras sten og forvandler den til en zettai-yaraneeda, så de fem piger må forvandle sig for at kæmpe mod den. Midt i kaosset genkender Laura monstret som sit ønske. For at de andre ikke skal finde ud af ønsket, angriber hun monstret, før hun redder dets motivation og gør det af med det. Bagefter opdager Laura, at hendes venner har opdaget hendes ønske. Imens får heksen den kop, Elda har haft med tilbage. Næste dag hjælper Manatsu Laura, så hun lærer at crawlsvømme. | |                    |                   |                    |
| 24 | "Hot Battle! Tropical Club vs. Student Council" "Nekketsu Batoru! Toropikaru Bu Tai Seitokai" (熱血バトル! トロピカる部VS生徒会)                            | Tsuyoshi Tobita    | Isao Murayama     | 15. august 2021    |
| Den tropiske klub forsøger at hænge et banner op, men det ender med at flyve ind i Yuriko Shiratoris interview. Yuriko bliver vred over det og beslutter sig for at suspendere Manatsus klub. Pigerne modtager imidlertid en invitation til en turnering, og parterne beslutter sig så for at bruge det til at afgøre suspenderingen. På dagen for turneringen deltager den tropiske klub, elevrådet og andre hold i mange slags kampe. Men Numeri kommer til og fremmaner en zettai-yaraneeda til at forstyre kampene med. Asuka og hendes venner forvandler sig, redder monstrets motivation og besejrer det. Bagefter finder alle ud af, at den tropiske klub har vundet, da et slow motion-kamera har optaget Asukas sejr i den sidste runde af turneringen. | |                    |                   |                    |
| 25 | "The Ms. Sakuragawa Power-up Operation!" "Sakuragawa-Sensei Pawaa Appu Dai Sakusen!" (桜川先生パワーアップ大作戦！)                                         | Ippo Takatoya      | Mio Inoue         | 22. august 2021    |
| Klasselæreren Saki Sakugawara fortæller Manatsus klasse om forældredagen den næste dag. Senere diskuterer Manatsu og hendes venner forældredagen med deres lærer. Saki fortæller at hendes aldrende far også vil være med, og Minori finder ud af, at han ønskede, at hun skulle drive familiens frugtplantage. Men Saki er splittet mellem forpligtelserne overfor familien og ønsket om at undervise. Senere på dagen ankommer Sakis far til skolen for at deltage i en rundvisning men får problemer undervejs. Næste dag prøver Saki at imponere forældrene med hendes undervisning men ender med at komme galt afsted. Mens forældredagen står på, fremmaner den modvillige Elda med Numeri som ledsager en zettai-yaraneeda til at angribe skolen med. De fem piger forvandler sig for at kæmpe mod monstret, før Cure La Mer redder dets motivation og gør det af med det. Bagefter fortæller Saki sin far om sin passion for at undervise, som han lader hende følge. Han fortæller også, at han har fået hjælp fra andre folk til at drive frugtplantagen. | |                    |                   |                    |
| 26 | "Sky, Clear Up! Shiny Meteor Shower Night!" "Harewatare! Kirakira☆Ryuuseigun no Yoru!" (晴れわたれ！ キラキラ☆流星群の夜！)                                 | Tomio Yamauchi     | Konomi Shugo      | 29. august 2021    |
| Pigerne møder Shiori Nakagawa, der prøver at starte en astronomiklub, og som kender til en meteorsværm, der kommer hvert 50. år. Pigerne får lyst til at se meteorsværmen, og sammen med Saki planlægger de en nat, hvor alle i skolen, der er interesserede, kan komme og se. Men Minori nævner, at vejrudsigten siger, at det vil blive en skyet nat, hvilket vil forstyrre synet. På natten for meteorsværmen leder Asukas far nogle mænd i et ritual, der skal give klart vejr. Men Numeri, der har fået til opgave at stjæle mere motivation, fremmaner en zettai-yaraneeda til at stjæle motivation fra tilskuerne og angribe mændene med. Pigerne forvandler sig for at beskytte ritualet og kæmpe mod monstret. Cure La Mer redder dets motivation og gør det af med det. Efter at ritualet er gennemført med held, nyder alle på skolen meteorsværmen. | |                    |                   |                    |
| 27 | "Disappearing Motivation? The Strange Aquarium Tour!" "Yaru Ki ga Kieru? Suizokukan Fushigi Tsuaa!" (やる気が消える？ 水族館ふしぎツアー！)                 | Takao Iwai         | Mio Inoue         | 5. september 2021  |
| Manatsu og hendes venner planlægger en tur til byens akvarium for at se en ny attraktion med delfiner. På dagen for turen er ventetiden for at se delfinerne dog så lang, at pigerne må se på resten af udstillingen for at få tiden til at gå. Planen er at vente, til der bliver færre folk, men køen til delfinerne bliver ved med at være for lang. Imens opdager Manatsu og de andre, at de besøgende i akvariet er blevet sløve. Pigerne beslutter sig for at undersøge sagen og booker en nattetur, så Laura kan undersøge mistænkelig aktivitet. Laura støder på Numeri og jager hende til delfinerne, hvor Manatsu og de andre kommer til. Numeri får fat i hendes zettai-yaraneeda for at stjæle mere motivation og angriber pigerne. De forvandler sig alle for at kæmpe mod monstret men bliver overmandede. Men med hjælp fra delfinerne lykkes det for Pretty Cure at besejre momnstret og redde dets motivation. Den næste dag får Manatsu og hendes venner endelig set attraktionen med delfinerne, mens Laura udforsker akvariet. | |                    |                   |                    |
| 28 | "Cultural Festival! Do Aozora Makeup Together!" "Bunkasai! Chikara Awasete, Aozora Meiku!" (文化祭！力あわせて、あおぞらメイク！)                           | Yuriko Kado        | Hiroyuki Yoshino  | 12. september 2021 |
| Der skal være kulturfestival på skolen, og Den tropiske klub beslutter sig for at undervise i makeup. Men Laura bemærker, at Minori distancerer sig fra de andre. Mens alle gør klar på dagen for festivallen, undersøger Laura Minori og spørger nogle af hendes venner om hende. Mens klubben varetager deres bod og hjælper andre med deres, tager Chongire til festivallen for at stjæle motivation. Men han bliver ved et uheld involveret i en blæksprutte-bod, før han kan slå til. Han fremmaner en zettai-yaraneeda, netop da Minori bliver interviewet om hendes bod. Pigerne forvandler sig for at bekæmpe monstret, men de bliver næsten allesammen besejret. Papaya genvinder sin beslutsomhed, da fjenden slår de bøger, hun lånte på biblioteket, væk, og banker monstret, så de andre kan redde dets motivation og besejre det. Da dagen slutter, fortæller Minori sine venner om hendes fortid i skolens litteraturklub, som hun forlod da en ældre elev kritiserede hendes historier. Men hun mindes så også, hvordan hendes nye venner har ændret hendes liv. Imens diskuterer Chongire og hans kollegaer heksens situation. | |                    |                   |                    |
| 29 | "The Revived Legend! Pretty Cure, Charm Up!" "Yomigaeru Densetsu! Purikyua Omekashi Appu!" (甦る伝説！プリキュアおめかしアップ！)                           | Yuuta Tanaka       | Masahiro Yokotani | 19. september 2021 |
| Den sendrægtige heks skabet en rød sfære, som Butler bruger på noget vand. Imens drømmer Manatsu og Laura om en legendarisk Pretty Cure. Da de fem piger begynder dagen, bliver de pludselig konfronteret af fire yaraneedaer, der skaber kaos i byen. De forvandler sig for at bekæmpe monstrene men har svært ved at klare dem alle. Midt i kaosset redder Manatsu Kururun fra at blive stjålet af en yaraneeda. Men hun bliver selv slået, drænet for motivation og opslugt af monstret. Kururun skynder sig hen til de andre for at advare dem om Manatsus skæbne, mens hun selv prøver at komme fri. De andre Pretty Cure skynder sig for at redde Manatsu og opmuntre hende, så hun kan genvinde sin motivation, forvandle sig og lede de andre i kampen mod monstrene. Cure La Mer finder det virkelige monster, en chou-zettai-yaraneeda, og redder dets motivation, men hun kan ikke besejre det. Da chou-zettai-yaraneedaen gør sig klar til at slå til, får pigerne besøg af den legendariske Pretty Cure fra Manatsu og Lauras drøm, der giver dem en ny kraft. De bruger så den nye kraft til at udføre Land Beat Dynamic for at gøre det endeligt af med monstret. Bagefter beslutter de fem piger sig for at beskytte byen mod heksens og hendes styrker. | |                    |                   |                    |
| 30 | "Election! Laura for Student Council President?!" "Dai Senkyo! Roora ga Seito Kaichou!?" (大選挙！ローラが生徒会長！？)                                     | Tatsuma Minamikawa | Isao Murayama     | 26. september 2021 |
| Der skal vælges en ny elevrådsformand på skolen, da Yuriko trækker sig tilbage. Den spændte Laura beslutter sig for at blive den nye formand. Da hun melder sig som kandidat, bliver hun rival med Masami, som også stiller op. Hos heksen diskuterer Butler og de andre, at pigerne har fået Land Heart Kuru Ring. Laura og pigerne starter en kampagne, men alle andre støtter Rika Ichijo, så Laura bliver jaloux. Senere hører Laura, Manatsu og Sango fra Sakuragawa, at Asuka og Yuriko tidligere var partnere i skolens tennisklub, men at de forlod den, fordi de nu er tredjeårselever. Chongire fremmaner en chou-zettai-yaraneeda, så pigerne må forvandle sig for at bekæmpe den men uden Laura, der er i gang med valget. Men da Laura bemærker monstret, skynder hun sig væk og forvandler sig for at hjælpe de andre med at besejre monstret. Bagefter finder Laura ud af, at Rika vandt, fordi hun blev diskvalificeret for at være gået. | |                    |                   |                    |
| 31 | "A Train of Troubles! Asuka's School Trip!" "Toraburu Ressha! Asuka no Shuugakuryokou!" (トラブル列車！あすかの修学旅行！)                                  | Takao Iwai         | Isao Murayama     | 3. oktober 2021    |
| Asuka er på afslutningstur med sine kammerater, da hun opdager, at Laura og Kururun har gemt sig i hendes taske, selvom de har fået at vide, at turen kun er for afslutningselever. Under turen opdager de to piger, at Numeri har sneget sig ombord på toget for at stjæle passagerernes motivation. De snyder hende, så hun bliver efterladt under et stop. Asuka fortæller så Laura, at hun og Yuriko havde et sammenstød, da Asuka konfronterede nogle modstandere på voldelig vis, fordi de saboterede Yurikos tennisketcher, da de var i tennisklubben. Netop da vender Numeri tilbage med en chou-zettai-yaraneeda for at angribe toget, men Yuriko og Asuka hjælper med at evakuere eleverne. Asukas venner samles så for at forvandle sig, redde den stjålne motivation og besejre monstret. Men under kampen genkender Yuriko Cure Flamingo efter at være blevet reddet. Bagefter giver Manatsu og de andre Asuka hendes pude, som Laura tabte, da hun sneg sig ombord på toget. Imens begynder Yuriko at spekulere over Asuka. | |                    |                   |                    |
| 32 | "Stride down the Runway! Sango's Fashion Show!" "Kakero Ranwei! Sango no fasshon-Shoo!" (駆けろランウェイ！さんごのファッションショー！)                    | Tsuyoshi Tobita    | Konomi Shugo      | 10. oktober 2021   |
| En model opsøger Sango og hendes mor for at få hjælp til en modeopvisning. Sango og hendes venner diskuterer det og opdager Sangos passion for opvisningen. Sango øver sig til den, men da hun skal gå catwalk, bliver hun nervøs og besvimer til alles bekymring. Da opvisningen starter, fremmaner Numeri en chou-zettai-yaraneeda til at angribe den med. Manatsu og de tilbageværende piger forvandle sig for at bekæmpe den. Imens hjælper Sango de andre deltagere med at blæse balloner op og opdager her alle andres motivation og glæde over søde ting. Sango får det bedre og skynder sig for at hjælpe hendes venner med at redde monstrets motivation og gøre det af med det. Bagefter går Sango catwalk uden problemer til alles glæde og lettelse. | |                    |                   |                    |
| 33 | "Viva! Tropica-shine in 10 Videos!" "Biba! Juppondate de Toropikare!" (Viva！ 10本立てDEトロピカれ！)                                                       | Ippo Takatoya      | Masahiro Yokotani | 17. oktober 2021   |
| Tropica-shine. Tropical Samurai: Manatsu og Asuka forsøger at duellere med deres katanaer men har svært ved at putte læbestik på med dem. Tropica-shine. Palace of the Dragon King: Manatsu og de andre taler om at hjælpe en skildpadde, da Minori fortæller eventyret om Urashima Taro og Laura et andet eventyr. Gruppen opdager så flere dyr med problemer. Tropica-shine. A Reward From the Turtle: Manatsu og hendes venner hjælper alle dyrene, som af taknemmelighed slår sig ned hos hende. Manatsu opdager at hendes rum nu er fyldt med havdyr. Tropica-shine. The Frightening Mansion of Delays: Chongire, Numeri, Elda og Butler prøver at opfylde deres pligter men bliver distraheret, mens heksen er for doven til at gøre noget. Tropica-shine for the Dugong: Da akvariets dygong bliver syg, får Sango Laura til at spille dygong, men væsenet de får ud af det skræmmer publikum væk. Tropica-shining Switcheroo: Sango og Asuka bytter krop ved et uheld, da de prøver at redde Aqua Pot fra at falde på gulvet. Tingene bliver værre, da Chongires chou-zetta-yaraneeda falder oven på pigerne, Kururun og Chongire, så de alle bytter krop. Tropica-shine, Yaraneeda!: Asuka forsøger at ødelægge Chongires chou-zetta-yaraneeda-sfære men tværer den ud på Jorden, så hele planeten bliver forvandlet til en chou-zettai-yaraneeda. Tropica-shine. A New Pretty Cure: Kururun drømmer om at blive en Pretty Cure. Tropica-shine! The Legendary Heartcatch!: Manatsu og hendes venner beundrer HeartCatch PreCure!, men det viser sig at være Tsubomis drøm. Tsubomi diskuterer så Tropical-Rouge! Pretty Cure med hendes venner. Tropica-shine! A New Move!: Manatsu og hendes venner diskuterer navnet på deres nye afsluttende angreb. De enes om at bruge alle deres forslag men opdager, at det er alt for langt. Tropica-shine. The Terrifying Haunted Bubble Picture: Manatsu og hendes venner ser nogle hjemsøgte boble-billeder som Laura tog men opdager den mindre skræmmende årsag til dem. | |                    |                   |                    |
| 34 | "Dreams Are Infinite! What Will You Be When You Grow Up?" "Yume wa Mugendai! Otona ni Nattara Nani ni Naru?" (夢は無限大！大人になったら何になる？)         | Hideki Hiroshima   | Masahiro Yokotani | 24. oktober 2021   |
| Butler giver Elda til opgave til at stjæle motivation, men hun løber væk. Imens er Manatsu usikker på, hvad hun vil være, når hun bliver voksen. Da de andre besøger Manatsu, fortæller hendes forældre, at de havde mange ting de ville, men at de besluttede sig for at gøre det vigtigste. Næste opmuntrer Chongire Elda til at stjæle noget motivation. Hun fremmaner en chou-zettai-yaraneeda, som angriber nogle børn. Manatsu og hendes venner forvandler sig for at bekæmpe monstret, mens Elda konfronterer Cure Summer om hendes tro på at gøre det vigtigste, når hun vokser op. Med det i mente, leder Cure Summer i at redde monstrets motivation og besejre det. Elda vender tomhændet tilbage, men Numeri giver hende en krukke med motivation, som hun kan give Butler. Pretty Cure beslutter sig for at arbejde mod deres aspirationer. | |                    |                   |                    |
| 35 | "Fun Halloween! Don't Lose, Manatsu!" "Wakuwaku Harowin! Makeru na, Manatsu!" (わくわくハロウィン！負けるな、まなつ！)                                      | Yui Komatsu        | Konomi Shugo      | 31. oktober 2021   |
| Skolen forbereder deres halloweenfest, og Manatsu og Laura får lyst til at deltage i kostumekonkurrencen. Men en vildfaren yaraneeda angriber festen. Manatsu og hendes venner forvandler sig og besejrer den, men selvom Manatsu redder motivationen, kan hverken hun eller Laura få den returneret til ofrene. Manatsu anklager sig selv for ikke at have lyttet til de andres meninger, men netop da fremmaner Chongire en chou-zettai-yaraneeda til at angribe flere festdeltagere med. Efter en peptale fra Laura, beslutter Manatsu sig for at beskytte alles halloween og leder hendes venner i kampen mod monstret. Men det fanger alle andre end Cure Summer, indtil hun snyder det til at frigive dem, så de kan redde dets motivation og besejre det. Bagefter vinder Laura kostumekonkurrencen. | |                    |                   |                    |
| 36 | "We're Here! The Mermaid Kingdom, Gran Ocean!" "Kita yo! Ningyo no Kuni Guran Ooshan!" (来たよ！ 人魚の国・グランオーシャン！)                              | Noriyo Sasaki      | Hiroyuki Yoshino  | 14. november 2021  |
| Laura og hendes venner får en invitation fra Grand Ocean om at komme på besøg. Da de ankommer dertil, bliver de modtaget at havfruedronningen, der lykønsker dem med deres fremskridt som Pretty Cure. Dronningen fortæller dem også om Marine Kuru Ring. Da de prøver at finde den, støder Kururun på et mørkt rum. Da havfruedronningen prøver at tage de tropiske pagter tilbage, afslører Kururun Elda, Chongire og Numeri. De fortæller at de fangede dronningen og brugte en hukommelsesmaskine til at lede Pretty Cure i en fælde. De vrede piger forvandler sig for at kæmpe mod fjenden, der svarer igen med at gøre en blæksprutte til en chou-zettai-yaraneeda. Pretty Cure prøver at kæmpe mod monstret men bliver overmandede. Da Pretty Cure annoncerer, at de er fast besluttede på at beskytte kongeriget, dukker Marine Ring op. Men Butler stjæler den og beordre monstret til at oversvømme kongeriget. | |                    |                   |                    |
| 37 | "Mermaid's Memories! Get Back Marine Ring!" "Ningyo no Kioku! Umi no Ringu o Torimodose!" (人魚の記憶！ 海のリングを取り戻せ！)                             | Takayuki Murakami  | Masahiro Yokotani | 21. november 2021  |
| Da pigerne undersøger skaderne i Grand Ocean, støde de på et rum med konkylier med minder om en havfrue, der har mødt mennesker før Laura. Imens forsegler Butler Marine Ring. Pigerne møder den rigtige havfruedronning, Melusine Muses Mnemosyne, der fortæller, at heksen vil bruge hendes Fool's Casket til at blive udødelig og gøre alle dovne. Hun bemærker også, at Laura har genvundet sine minder fra sit første møde med Manatsu, da de var yngre. Hun gør det imidlertid klart, at havfruer, der møder mennesker, skal havde deres minder om det slettet med en maskine. Butlers chou-zettai-yaraneeda slår pludselig til igen, så pigerne må forvandle sig for at bekæmpe den. Da pigerne erklærer at ville redde verden igen, dukker Marine Ring op på ny med hjælp fra den legendariske Pretty Cure. Det gør det muligt for Laura at redde den stjålne motivation og for dem alle at besejre monstret med Marine Beat Dynamic. Bagefter forliges Laura og Manatsu igen, mens dronningen og den legendariske Pretty Cure mindes og diskuterer fortiden. Imens prøver heksen at huske sin historie. | |                    |                   |                    |
| 38 | "Get the Win! Asuka's Friendship Smash!" "Kimero! Asuka no Yuujou Sumasshu!" (決めろ！ あすかの友情スマッシュ！)                                            | Kimiharu Mutou     | Isao Murayama     | 28. november 2021  |
| Mens Asuka træner i tennis, tænker hun på sin fars påtale af hendes mangelfulde udfyldelse af skemaet for hendes kommende uddannelse. Imens træder Yuriko Shiratori tilbage som formand for elevrådet. Mens Asuka og hendes venner planlægger en afslutningsceremoni, tager de til Phoenix Academy for at se på klubberne der. Her ser de Yuriko, der udfordrer Asuka til en kamp. Mens Asuka og Yuriko spiller mod hinanden, mindes Asuka sin tid med den tropiske klub og beslutter sig for at tro på sine venner igen. Netop da angriber Chongire med en chou-zettai-yaraneeda, så pigerne må forvandle sig og bekæmpe monstret. Yuriko mindes da hun genkendte Asuka som Cure Flamingo, da deres tog blev angrebet. De to forliges og aftaler at spille igen, før Asuka tager afsted for at hjælpe sine venner med at bekæmpe monstret. Bagefter aftaler Asuka og Yuriko at mødes igen på Phoenix Academy, idet Asuka udfylder sit skema. | |                    |                   |                    |
| 39 | "Find It! Where Sango Shines!" "Mitsukete! Sango no Kirameku Suteeji!" (みつけて！ さんごのきらめく舞台！)                                                  | Takao Iwai         | Hiroyuki Yoshino  | 5. december 2021   |
| Sango ser om en audition for modeller i tv og melder sig til den. Manatsu hører om det, men Sango indrømmer, at hun er usikker på, om hun vil gøre det, selvom hun gerne vil gøre det, hun kan lide. Da hun går gennem runderne i auditionen, ender hun med at hjælpe andre med også at gå videre men kommer også selv i finalen. Netop da fremmaner Numeri en chou-zettai-yaraneeda. Manatsu og hendes venner tager afsted for at konfrontere monstret men bliver slået tilbage. Til deres overraskelse slutter Sango sig pludselig til dem for at hjælpe dem mod fjenden. Cure Coral beslutter sig for at ville fortsætte med at hjælpe andre og leder hendes venner til sejr over monstret. Bagefter er hun røget ud af auditionen, men til gengæld besluttet hun sig omsider for at ville gøre sit bedste som Pretty Cure sammen med sine venner. | |                    |                   |                    |
| 40 | "Spin the Tale! Minori's New Story!" "Tsumuge! Minori no Arata na Sutourii!" (紡げ！ みのりの新たな！)                                                      | Tatsuma Minamikawa | Yoshimi Narita    | 12. december 2021  |
| Den tropiske klub planlægger at opføre et skuespil til afslutningsceremonien, men Minori er betænkelig ved at bruge hendes første historie til trods for hendes venners forslag. Minori vil prøve at redigere historien baseret på hendes egne oplevelser men har svært ved det. Næste dag tager hun og vennerne afsted for at finde det legendariske melontræ, men de ender med at lede efter melontræer i hele byen og tager endda til en frugtplantage. Minori bliver fortvivlet, men hendes venner opmuntrer til at holde sammen og nyde de vigtigste ting. Netop da angriber Elda med en chou-zettai-yaraneeda. Pigerne forvandler sig for at kæmpe mod monstret men bliver slået. Minori mindes tiden med hendes venner og beslutter sig at fortsætte med dem. Hun leder de andre i at besejre monstret, redde dets motivation og gøre det af med det. Bagefter erklærer Minori, at hendes venner og skrivning er hendes største skatte. | |                    |                   |                    |
| 41 | "Meeting! Tropical Club Members Gather!" "Kaigi da yo! Toropikaru Bu, Shuugou~!" (会議だよ！ トロピカる部、集合~！)                                         | Hideki Hiroshima   | Masahiro Yokotani | 19. december 2021  |
| Den tropiske klub samler ideer til handlingen i deres skuespil, fra hvordan Manatsu mødte Laura og blev en Pretty Cure, til hvordan de andre kom med på deres eventyr i byen og samtidig reddede den. Imens mindes Chongire, Elda og Numeri hvad Pretty Cure har opnået samt forholdet mellem dem og heksen. | |                    |                   |                    |
| 42 | "An Attack! The Strongest Yarane-da!" "Shuugeki! Saikyou no Yaraneeda!" (襲撃！ 最強のヤラネーダ！)                                                         | Tsuyoshi Tobita    | Masahiro Yokotani | 26. december 2021  |
| 43 | "Invade! Witch's Mansion in the Sea!" "Mogurikome! Shinkai no Majo Yashiki!" (潜り込め！ 深海の魔女やしき！)                                                | Takao Iwai         | Masahiro Yokotani | 9. januar 2022     |
| 44 | "What's Most Important to the Witch" "Majo no Ichiban Daiji na Koto" (魔女の一番大事なこと)                                                                 | Noriyo Sasaki      | Masahiro Yokotani | 16. januar 2022    |
| 45 | "Motivation-Decisive Battle! Shine! Tropical Paradise!" "Yaru Ki Dai Kessen! Kagayake! Toropikaru Paradaisu!" (やる気大決戦！ 輝け！トロピカルパラダイス！) | Hideki Hiroshima   | Masahiro Yokotani | 23. januar 2022    |
| 46 | "Tropica-shine! Our Now!" "Toropikare! Watashitachi no Ima!" (トロピカれ！ わたしたちの今！)                                                                | Yutaka Tsuchida    | Masahiro Yokotani | 30. januar 2022    |